# Basil Losten
Basil Harry Losten (ur. 11 maja 1930 w Chesapeake City, zm. 15 września 2024 w Stamford) – amerykański duchowny Kościoła katolickiego obrządku bizantyjsko-ukraińskiego, w latach 1971-1977 biskup pomocniczy Filadelfii, w latach 1977-2007 eparcha Stamford. 

## Życiorys
Święcenia prezbiteratu przyjął 10 czerwca 1957 jako kapłan egzarchatu apostolskiego Stanów Zjednoczonych obrządku bizantyjsko-ukraińskiego, przekształconego potem w archieparchię Filadelfii. Udzielił ich mu egzarcha Konstantyn Bohaczewśkyj. 15 marca 1971 został mianowany biskupem pomocniczym macierzystej eparchii ze stolicą tytularną Arcadiopolis in Asia. Sakry udzielił mu 25 maja 1971 archieparcha Ambrozij Andrew Senyszyn OSBM, któremu towarzyszyli bizantyjsko-ukraiński eparcha Chicago Jaroslav Gabro oraz bizantyjsko-rusiński eparcha Passaic Michael Joseph Dudick. 20 września 1977 został przeniesiony na urząd biskupa diecezjalnego eparchii Stamford, jego ingres do tamtejszej katedry odbył się 7 grudnia 1977. 3 stycznia 2006 przyjął status biskupa seniora, osiągnąwszy w maju poprzedniego roku biskupi wiek emerytalny (75 lat). 